# Lijst van grietmannen van Dantumadeel
Dit is een lijst van grietmannen van de voormalige Nederlandse grietenij Dantumadeel in de provincie Friesland tot de invoering van de gemeentewet in 1851.
| Ambtsperiode | Naam grietman                                          | Leven     | Bijzonderheden |
| ------------ | ------------------------------------------------------ | --------- | --- |
| 1418 - 1423  | Douwe van Donia                                        |           | |
| 1423 - 1475  | Sytze Tjaarda van Rinsumageast                         |           | |
| 1475 - 1500  | Aede van Jongema                                       |           | |
| 1500 - 1517  | Schelte van Scheltinga                                 |           | Was getrouwd met Kinsck Tjaerda en noemde zich ook wel Schelte Tjaerda. Grietman van Kollumerland. Tevens van Achtkarspelen en Kollumerland. Was eveneens raadsheer aan het Hof van Friesland. |
| 1517 - 1536  | Syds Tjaerda                                           |           | Zoon van voorgaande |
| 1536 - 1553  | Johannes Wopkes Saekma                                 |           | |
| 1553 - 1572  | Auke Oetsma                                            |           | |
| 1572 - 1576  | Roeland van Achelen                                    |           | |
| 1576 - 1580  | Oene van Wytsma                                        | †1599     | |
| 1580 - 1582  | Sjuck van Eminga                                       | †1586     | |
| 1582 - 1600  | Maarten van Schonenburg                                |           | Zoon van Sebastiaan van Schonenburg, grietman van Kollumerland. |
| 1600         | Jan Cornelisz. van Tadema                              | 1535-1600 | |
| 1601 - 1628  | Tjaerd van Aylva (1581-1628)                           | 1581-1628 | |
| 1628 - 1631  | Gijsbertus van Aernsma                                 | 1597-1631 | |
| 1631 - 1656  | Suffridus Saekma                                       | 1607-1655 | Achterkleinzoon van Johannes Wopkes Saekma. |
| 1656 - 1666  | Sjoerd van Aylva                                       | 1616-1679 | Zoon van Tjaerd van Aylva voornoemd. Vader van Tjaerd die volgt en van Epe van Aylva, grietman van Kollumerland en Nieuwkruisland.                                                             |
| 1666 - 1713  | Tjaerd van Aylva                                       | 1647-1715 | Zoon van voorgaande |
| 1713 - 1725  | Georg Wolfgang thoe Schwartzenberg en Hohenlansberg    | 1691-1738 | Eerder grietman van Barradeel en aansluitend grietman van Menaldumadeel. Kleinzoon van vrouw van voorganger Tjaerd van Aylva.                                                                  |
| 1725 - 1753  | Michael Onuphrius thoe Schwartzenberg en Hohenlansberg | 1695-1758 | Jongste broer van voorganger |
| 1753 - 1782  | Adrianus Canter Visscher                               | 1707-1782 | |
| 1782 - 1795  | Petrus Adrianus Bergsma                                | 1743-1824 | Werd na de Franse Tijd opgevolgd door zijn zoon Jacobus Johannes Bergsma. Zijn zoon Johannes Casparus Bergsma (1775-1818) was grietman van Oostdongeradeel.                                    |
| 1795 - 1816  |                                                        |           | Geen grietman vanwege de Franse tijd |
| 1816 - 1846  | Jacobus Johannes Bergsma                               | 1771-1854 | Zoon van Petrus Adrianus Bergsma. |
| 1846 - 1851  | Douwe Jan Vincent van Sytzama                          | 1816-1886 | Aansluitend eerste burgemeester van Dantumadeel. |